# Змішувач сантехнічний
Змі́шувач (кран для змішування) — це назва типу крана за призначенням; змішувач для води, сантехнічний пристрій, що дозволяє здійснювати забір з системи водопостачання холодної і гарячої водопровідної води, регулювати інтенсивність потоку води, отримувати воду необхідної температури на кухню, раковину, душ або ванну. Змішувач управляється ручками, важелями, натисканням кнопок або датчиками руху. На кінці носика розташований аератор, — своєрідне сито, яке рівномірно розподіляє струмінь і додає у потік води повітря.
Сантехнічний змішувач є типом водорозбірної (випускної) арматури, яка також виконує функцію змішувального клапана для гарячої та холодної води.

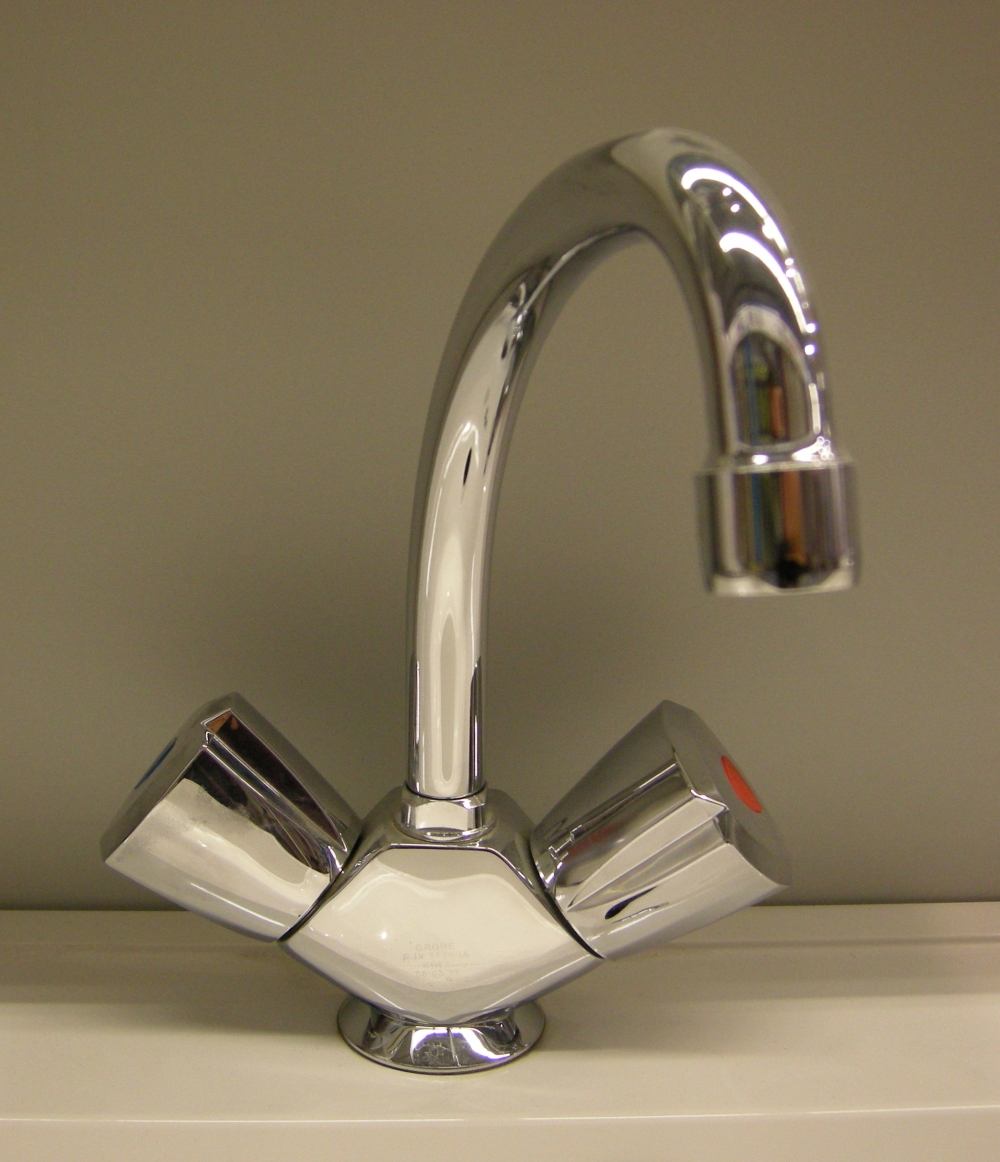
Ручний двосторонній змішувач для умивальника

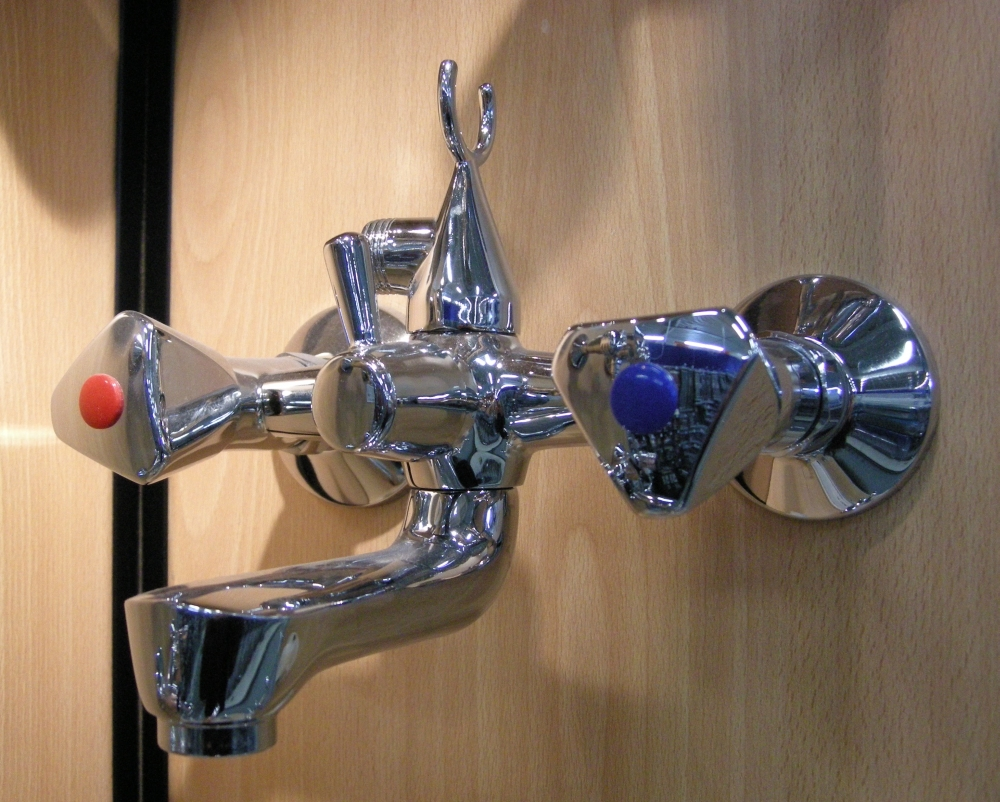
Двосторонній принцип ручного крана-змішувача для ванни. Настінне розташування пристрою

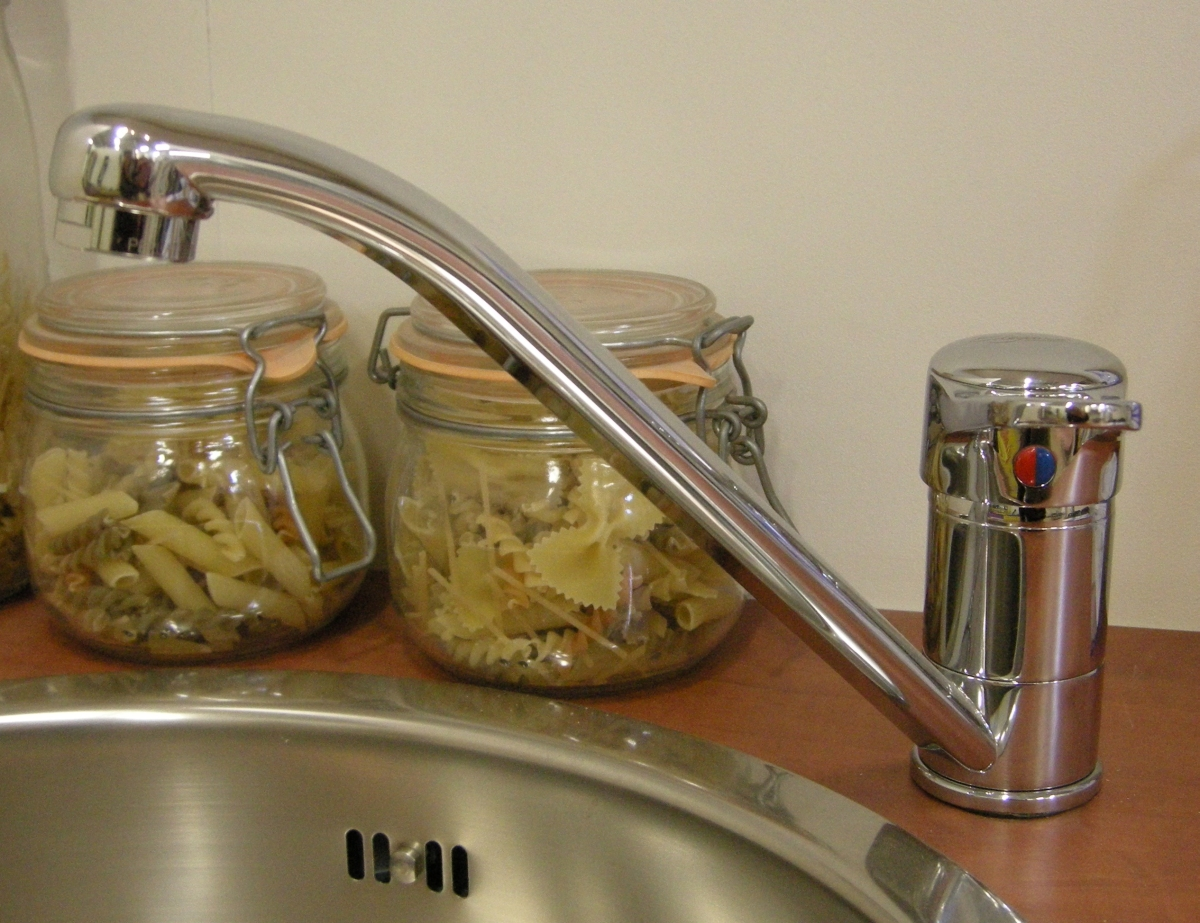
Ручний змішувач для кухні з однією ручкою-перемикачем

Змішувачі широко використовуються у кухнях і ванних кімнатах, або в пральні. Змішувачі були винайдені Томасом Кемпбеллом з Сент-Джон, Нью-Брансвік і запатентовані в 1880 році.
Змішувач, обов'язковий утилітарний елемент ванної та кухні, виконуючи естетичну функцію, є також найважливішою частиною «активного» декору даних приміщень. 

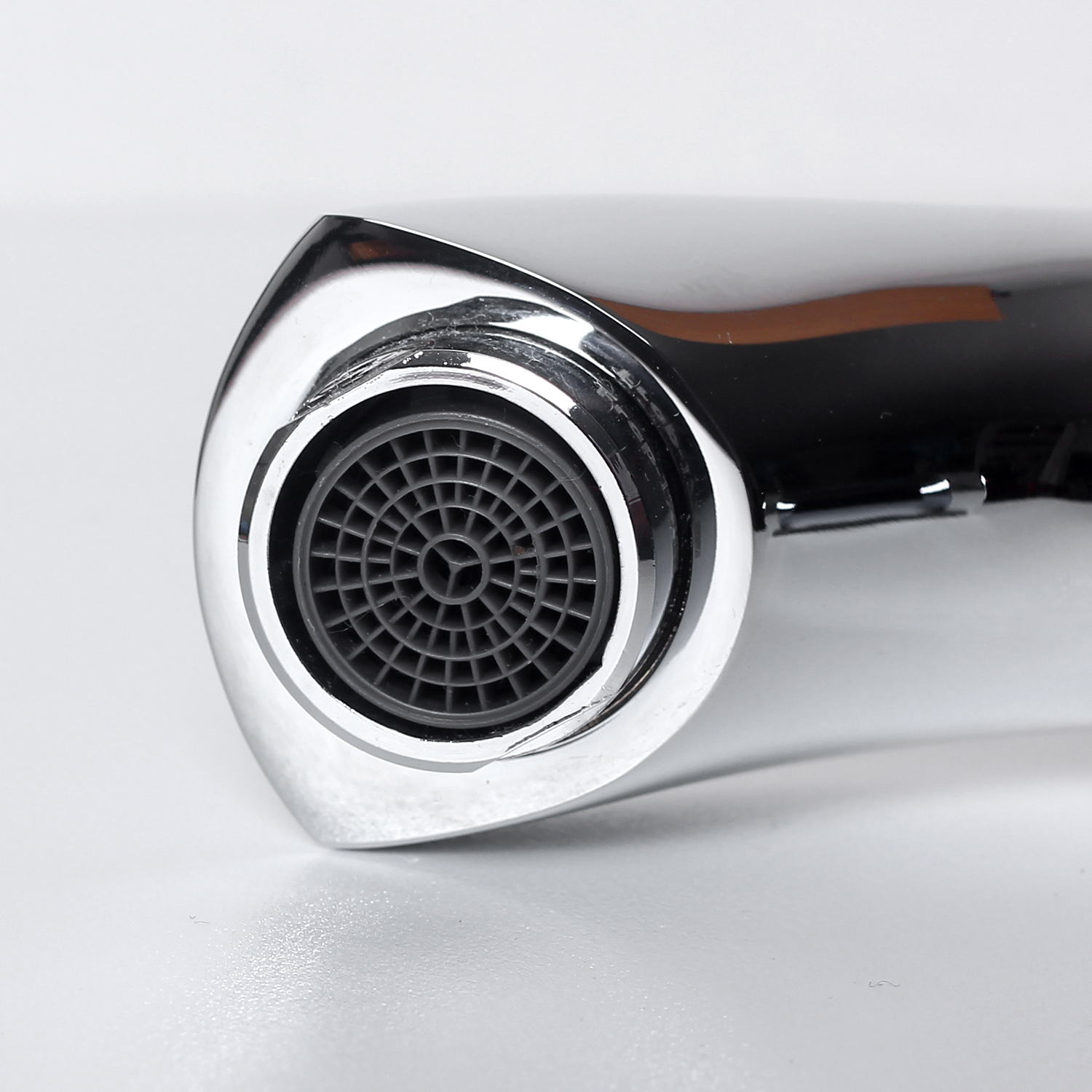
На кінці носика крана розташований аератор, — своєрідне сито, яке рівномірно розподіляє струмінь води додаючи в нього повітря.

## Способи поділу змішувачів
Функціональний поділ:
- Змішувач для раковини
- Змішувач для кухні
- Змішувач для ванни
- Змішувач для ванни-раковини
- Змішувач для ванни і душа
- Змішувач для душа
- Змішувач для біде

Поділ за способом монтажу:
- Настінний змішувач
- Вставний змішувач (або вбудовуваний змішувач)
- Спеціальний настільний змішувач

Поділ за способом змішування та запуску відтоку води, що виражається, зокрема, типом використовуваних клапанів (картриджів):
- Дворучковий змішувач, може бути з класичним гвинтовим вентилем або з "керамічним" вентилем на 1/4 або 1/2 повороту
- Одноважільний змішувач (одноручковий змішувач)
- Термостатичний змішувач
- Електронний змішувач (безконтактний змішувач)
- Кнопковий змішувач

Поділ за матеріалом корпусу:
- Латунний змішувач
- Силуміновий змішувач

## Матеріали виробу

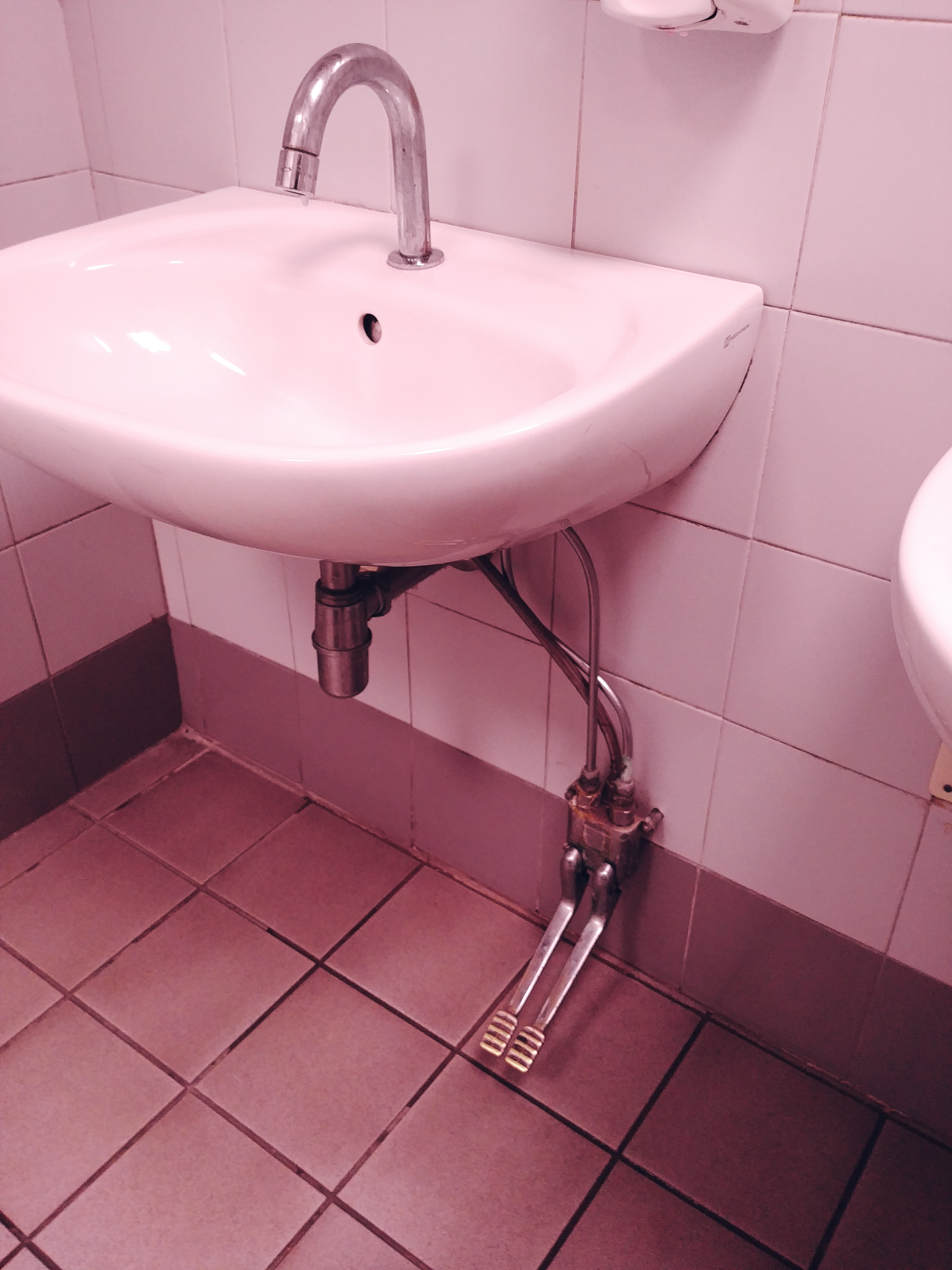
Змішувач з ножним керуванням

Корпус змішувача виготовляють з латуні, а в дешевших випадках — з силумінів (цинкових і тд. сплавів алюмінію), які легші і крихкі. Вилив (носик) змішувачів виготовляють з бляшаної трубки — тонкого листового металу (у дешевих моделях), або литтям (у дорожчих змішувачів).

## Будова виробу

### Двосторонній принцип ручного змішувача

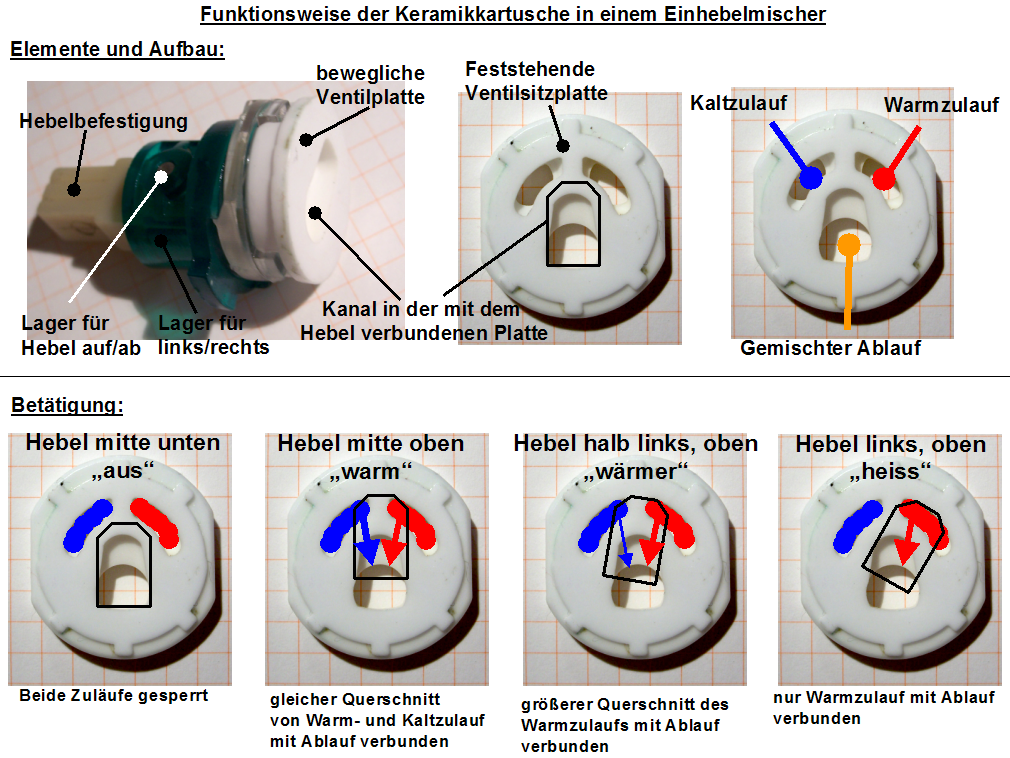
Як працює змішувальний клапан (картридж) в одноважільного змішувача. На фото показано керамічні шайби з радіальними отворами, а червоними і синіми позначками вказано подачу гарячої і холодної води

У звичайному ручному змішувачі, є два крани в корпусі змішувача, кожен з яких керується окремою ручкою: правий для подачі холодної води та лівий для подачі гарячої води. Позначка холодної води майже завжди відображена синім кольором, а гарячої води — червоним. Старіші крани часто мають літери: літеру «С» (від англійського слова  Cold — холодний ) і «Н» (в англійський мові Hot — гарячий ). Відкриваючи ці крани більше або менше, температуру води можна регулювати на дотик. Залежно від тиску води та температури подачі, кран гарячої води має бути повністю відкритий. Недоліком такого типу кранів є те, що зміна тиску води безпосередньо впливає на температуру води. Ця зміна тиску може бути спричинена тим, що інші користувачі в будинку або зовні відкривають або закривають свій кран.

### Одноважільний принцип змішувача
Два крани для гарячої та холодної води тут замінив важільний механізм, у якому одним важелем-перемикачем впливають на потік холодної та гарячої води. Як правило, обертання навколо вертикальної осі призводить до зміни температури води, тоді як вертикальний рух важеля визначає швидкість потоку. Вниз, щоб закрити кран, вгору, щоб відкрити його. Напрямок для гарячого та холодного також вказано тут червоною або синьою позначкою відповідно. Перевага цього типу крана в тому, що задана температура (при постійному тиску води) підтримується при заданому положенні важеля. Існують і змішувачі з рукояткою, які за допомогою скручування подають спочатку холодну, а потім теплу гарячу воду. Діапазон регулювання потоку при вищій температурі в цьому випадку обмежений.
Ця конструкція, функціональним ядром якої сьогодні є так званий картридж, була розроблена в 1940-х роках американцем Альфредом М. Моеном.

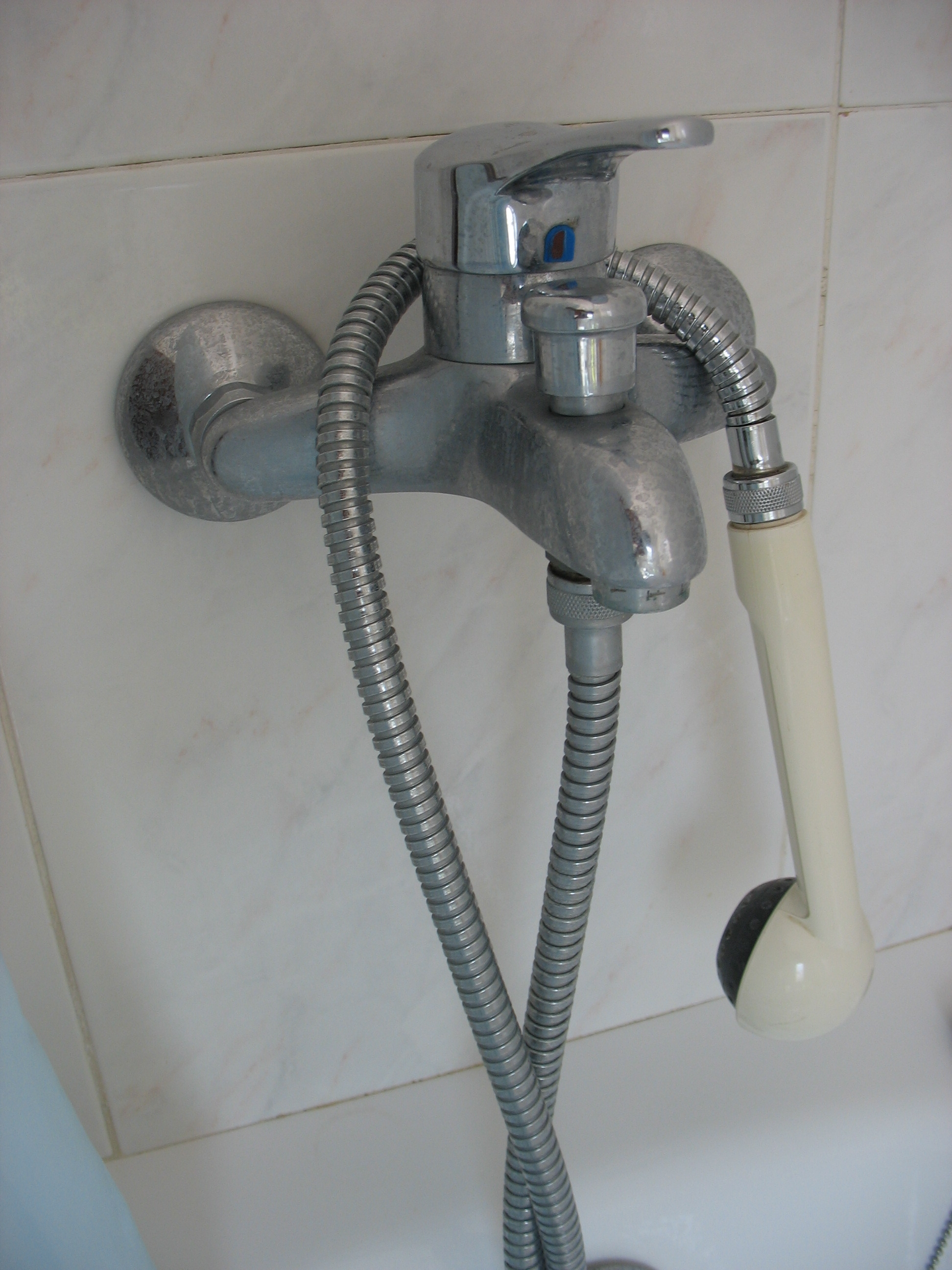
Одноважільний кран-змішувач (з лійкою) для душу у ванній кімнаті. Настінне розташування пристрою.

#### Картридж сантехнічного змішувача

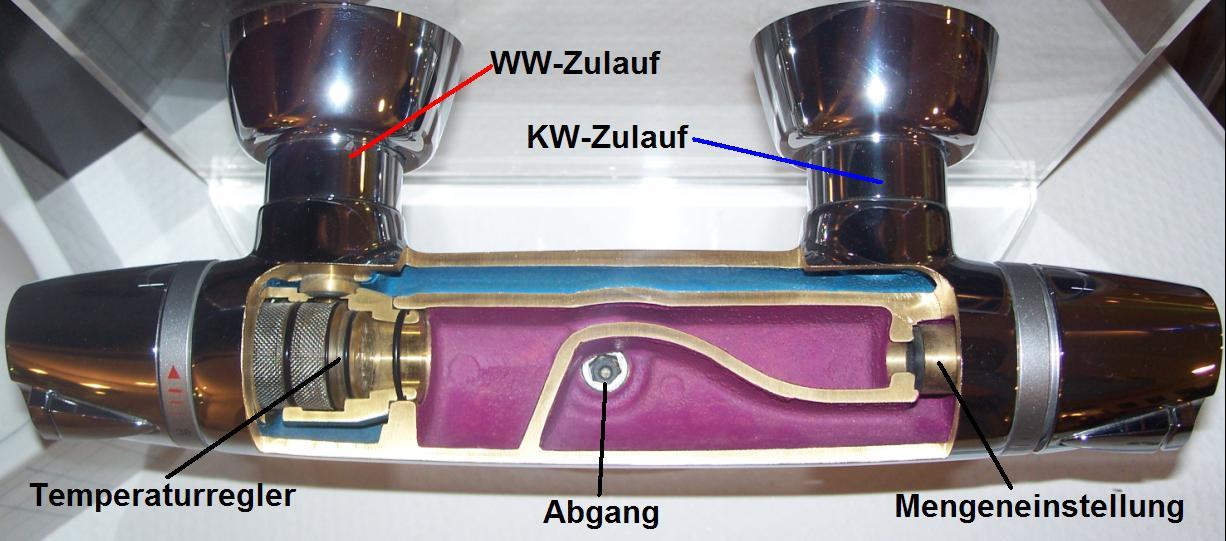
Видовжений циліндр корпуса термостатичного душового змішувача «Grohe» в розрізі

В такому пристрої запірний клапан (картридж) виготовлений у формі конструкції з двома ковзними керамічними пластинами-шайбами, які мають високу зносостійкість, стійкість до температур та змінення форми. Ці пластини-шайби щільно прилягають одна до одної, оскільки знаходяться одна на одній. Найдрібніші пори на ущільнюваній поверхні утворюють з них резервуари для змащування і забезпечують легке підняття та опускання. Кожна з двох шайб має радіальні отвори: перша пластина-шайба має три отвори (один отвір для гарячої води, другий отвір для холодної води, а третій — для випуску змішаної води), інша шайба — один отвір для випуску змішаної води. Зміщення перемикаючого важеля (тобто, поворотної ручки) для керування потоком води призводить до ковзання рухомої керамічної шайби і, у випадку певної комбінації зміщених отворів обох шайб відбувається подача або припинення подачі води. Залежно від положення важеля, ковзання відбувається по двох або по всіх трьох отворах іншої нерухомої керамічної пластини, і це дозволяє воді витікати. Герметизація вхідних і вихідних отворів досягається плоскою і гладкою поверхнею керамічних шайб, які притискаються одна до одної у фітингу під невеликим тиском. Оскільки вода часто може залишатися в картриджі навіть після перекриття та зливу води з ліній подачі, одноважільні змішувачі не морозостійкі. Фітинг часто можна спорожнити лише після демонтажу. Для обслуговування або ремонту зазвичай замінюють весь картридж.

### Термостатичний змішувач
Термостатичний змішувач, який зазвичай називають термостатичним краном, оснащений термостатом, який автоматично регулює одну з двох подач води (зазвичай холодну) залежно від положення іншої (теплої), яка встановлюється вручну, таким чином, щоб температура води підтримувала встановлене значення. Максимальна температура води в цих кранах зазвичай обмежена 50 °C, щоб запобігти опікам від занадто гарячої води. Також часто є пристрій блокування при максимальній температурі води 38 °C. Гарячу воду можна отримати лише тимчасово розблокувавши. При встановленні нижчої температури блокування знову активується. Перевагою цього типу змішувачів є комфорт фіксованої заданої температури, незалежно від тиску в трубі та її витрати.

## Регулювання швидкості і температури потоку при відборі води
У механічних змішувачах швидкість потоку води і температура регулюється ричагом або ручкою. Швидкість потоку регулюється, як правило, підняттям або повертанням ручки. Повертанням або відхиленням ручки отримується потрібна температура. Це відбувається швидко, оскільки ручка просто повертається у потрібне становище. Ущільнюючі шайби виготовлені з кераміки, яка має високу зносостійкість, стійкість до температур та змінення форми. Ці шайби щільно прилягають,оскільки знаходяться одна на одній. Найдрібніші пори на ущільнюваній поверхні утворюють резервуар для змащування і забезпечують легке підняття та опускання. Коливання тиску та температури у мережі призводять до зміни температури змішуваної води. Це регулюється рукою. Зі встановленим обмежувальним кільцем кут відхилення можна зменшити, а заразом і температуру змішуваної води. Зі зменшенням кута нахилу, зменшується також і тиск. Ці змішувачі можуть невеликим натиском ручки змінювати тиск.
|  | Фото 1. На фото показані вийняті ковзні керамічні пластини з картриджа одноважільного змішувача. Контур форми пластин (і отворів) буває різним. В побутових змішувачів пластини круглого контуру (як диск), а не прямокутного (як на цьому фото). |
|  | Фото 2. Кран-букса. Тип запірного клапана в цій конструкції — гвинт з гумовим кільцем («шкіра»), яке притискається до сидіння. Регулювання і перемикання потоку гарячої і холодної води проводиться кількаразовими обертовими рухами кран-букси. |
|  | Фото 3. На фото зображено три кран-букси. Тип кожного запірного клапана у двох крайніх зліва конструкцій — два ковзних керамічних кільця, які притискаються одне до одного. Конструкція зправа — гвинт з гумовим кільцем («шкіра»), яке притискається до сидіння. Позначка холодної води (на кран-буксах з керамічними кільцями ) відображена виконанням силіконової прокладки кран-букси в синьому забарвленні, відповідно, прокладка в кран-букса для гарячої води — червоного забарвлення. Кран-букси з керамічними кільцями — напівоборотні, — регулювання потоку відбувається напівобертанням. |
|  | Фото 4. Кран-букса в розібраному вигляді. Цифрами позначено: 1. Головка штока під маховик; 2. Обертальний вал (шток); 3. Гинт для фіксування; 4. Фіксуюче кільце; 5. Корпус кран-букса; 6. Ущільнююча прокладка; 7. Дві керамічні ковзні шайби з радіальним отвором. Це один з декількох видів кран-букса, які застосовуються в двосторонніх змішувачах. На фото 3 (вище) зображено інші кран-букса, у конструкції яких відсутні фіксуюче кільце і гвинт для фіксування; — в таких конструкціях фіксування валу виконане штопорним швидкоз'ємним кільцем. При частковому тоншанні штопорного кільця від стирання, керамічні пластини менше притиснуті одна до одної, і, як наслідок, кран починає підтікати. |
|  | Фото 5. Картридж для одноважільного побутового змішувача. Тип запірного клапана в цій конструкції — дві ковзні керамічні шайби. Регулювання потоком і змішуванням відбувається невеликим підняттям чи відхиленням ручки крана-змішувача. В картриджі керамічні шайби круглого контору. Такий тип картриджів (як на фото) масово застосовуваний у побутових одноручкових змішувачах. |

## Типи змішувачів

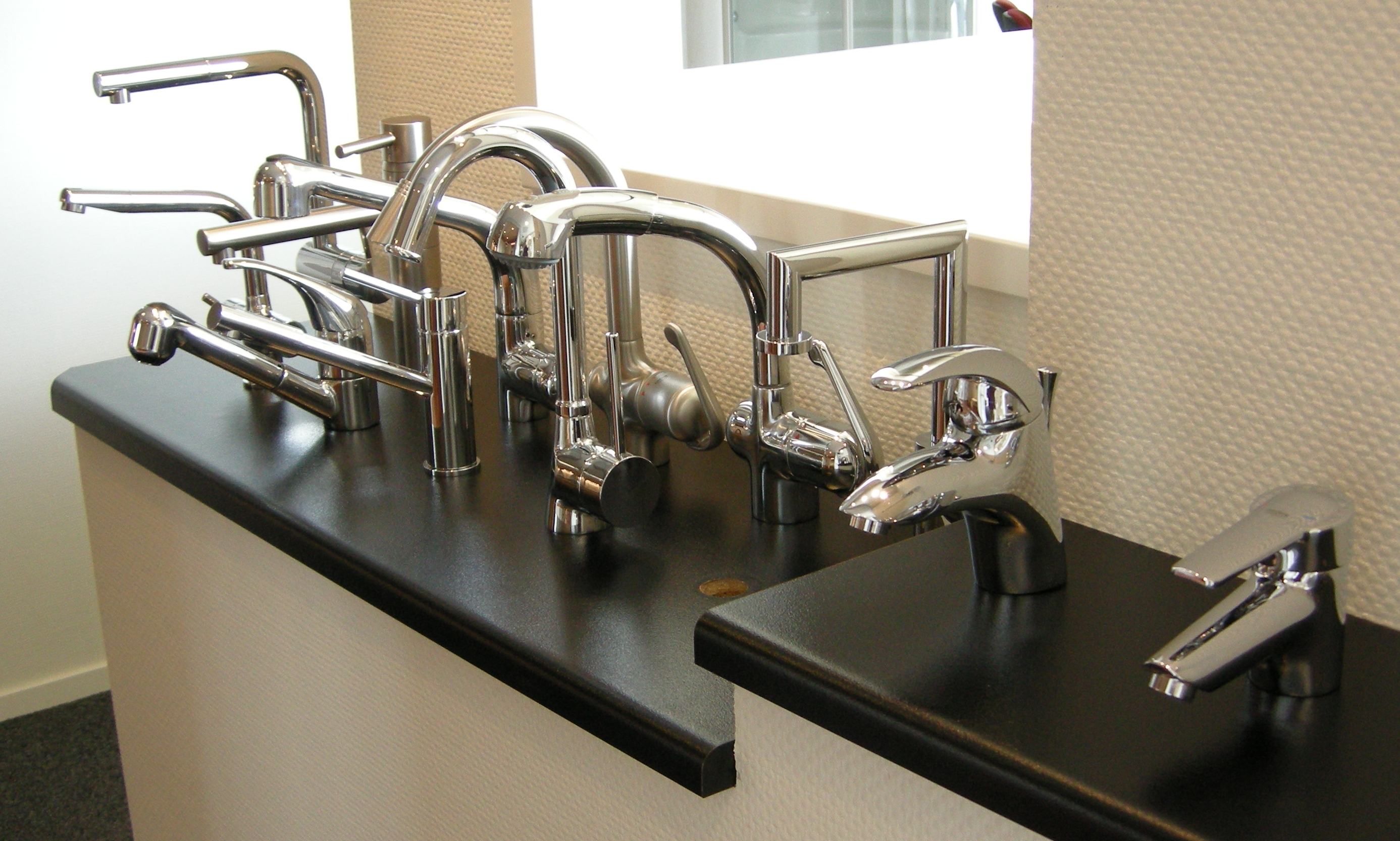
Невеликий асортимент одноручкових змішувачів для умивальника

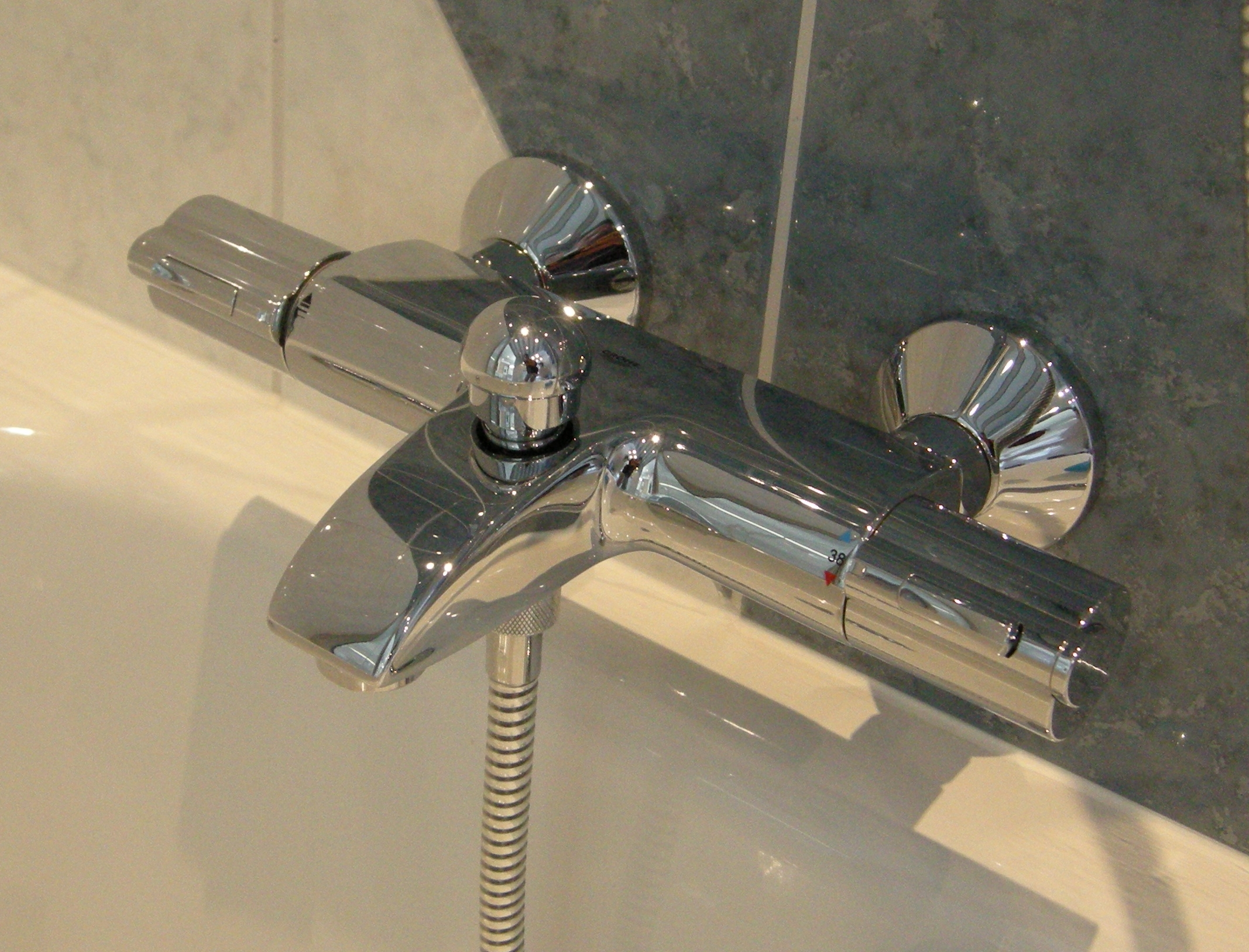
Сучасний термостатичний змішувач для душу. Настінне розташування конструкції крану

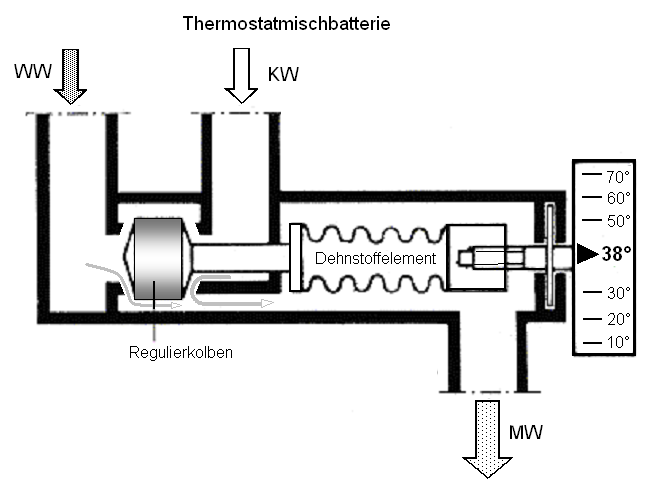
Принцип роботи термостатичного змішувача:
WW = гаряча вода
KW = холодна вода
MW = змішана вода

Типова класифікація включає: змішувач для раковини; змішувач для душу; змішувач для ванни; змішувачі прихованного монтажу; змішувачі з гігієнічним душем; термозмішувачі;
- Змішувач для умивальника має зігнутий вилив, який розташований на відстані 170-180 мм від стіни. Часто на виливах для зручнішого користування встановлюють струменевипрямлячі та  аератори.[1]

- У двостороннього змішувача перемикання гарячої і холодної води проводиться обертовими рухами кран-букси. Через клапан гарячої чи холодної води вона потрапляє у змішувальну камеру в корпусі пристрою, і звідти навихід. Температура змішаної води визначається рукою на дотик.

Коливання тиску в мережі, зміни температури теплої води та збільшення об'єму гумового ущільнювача вентиля призводять до зміни температури змішаної води. Це потім потребує потім повторного відрегульовування вручну, яке може зайняти чимало часу, поки відрегулюється потрібна температура, залежно від втрати води та енергії. При високій температурі гарячої води існує ризик опіку, якщо буде відкритий вентиль лише гарячої води. Завдяки простій будові їх легко ремонтувати.
- Змішувачі для мийки за конструкцією аналогічні змішувачам для умивальників, але мають подовжений вилив (від стіни 240-300 мм), струменевипрямляч або аератор.[1]  Для миття посуду змішувач може комплектуватися щіткою на гнучкому шлангу. Підведення гарячої і холодної води до змішувача монтують із труб Ду-15 мм, які розташовують на відстані 150 мм одна від одної.[1]

- Змішувачі для душу обладнують душовою сіткою з гнучким шлангом.[1]

- Термозмішувачі для душу — це арматура, що автоматично підтримує задану температуру води. Термозмішувачі мають особливість активувати подачу води і регулювати тиск, що виконується поворотом ручки, яка знаходиться зліва, при цьому температура води підтримується автоматично.

Перевагами термозмішувача є економність; чітке регулювання подачі гарячої води, яке дозволяє уникнути підвищеної витрати води; чітке відслідковування теплового балансу води; система дозволяє уникнути випадків коли подається тільки холодна або тільки гаряча вода, а у випадку відключення води, змішування припиняється; стійкість до коливань тиску системи водопостачання; термозмішувач постійно дає задану температуру; температурних перепадів не буває. Максимально коректно він функціонує в системі, де відсутній перепад тиску. Такий термозмішувач складається з: корпусу (здебільшого, це видовжений циліндр з двома отворами для під'єднання холодної чи гарячої води); крана–букса з керамічними дисками (встановлюється, як правило, в лівий торець циліндра); термостатичного картриджа — для підтримання даної температури води. Картридж складається з корпусу; штока з пружиною; втулки з невеликими радіальними отворами.
Принцип роботи. В корпусі є спеціальна порожнина, заповнена воском (парафіном), вона зв'язана зі штоком. Попадаючи в корпус картриджа, гаряча вода нагріває віск і він, розширюючись в об'ємі, викликає рух штока. Шток пересуває втулку, змінюючи прохідний розмір каналів холодної та гарячої води (в цьому випадку потік холодної води збільшується). В серцевині є спеціальний захист, який перекриває воду в випадку різкого зменшення подачі води. Це створено за принципом різниці тисків: коли тиск в одному з каналів перевищить допустимі значення, втулка переміститься так, що обидва канали будуть перекриті. Більшість апаратів підключають за класичною схемою: зліва канал гарячої води, справа – холодної. Якщо в мережі часто бувають коливання тиску, то він може бути слабий. Тому заздалегідь бажано врізати в мережу фільтр тонкої очистки води і редуктор тиску, щоб трошки зменшити перепад температури води.
- Змішувачі для біде встановлюють на поличку приладу; вони мають перемикач, що направляє воду у вилив або у борт приладу для його обігріву перед використанням.[1]

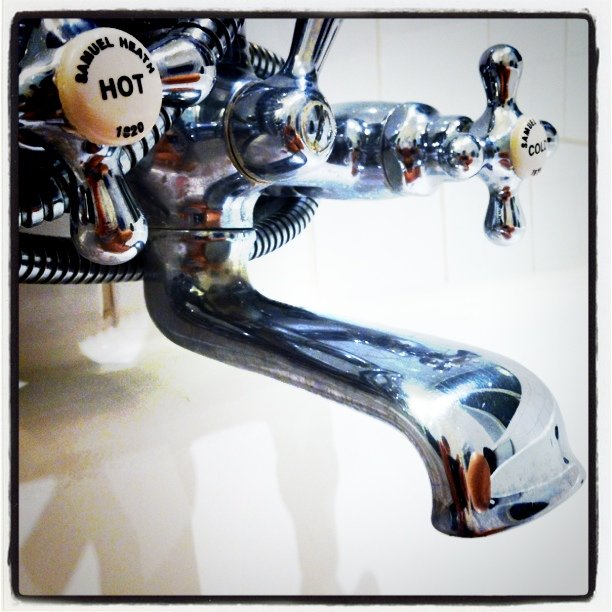
Змішувач для ванни. Двосторонній принцип змішування, з перемикачем для зливу через душовий шланг

- Змішувач для ванни обладнаний виливом для наповнення ванни та душовою сіткою, яка з'єднана з корпусом гнучким шлангом. Змішувачі монтують на стіні або на борту ванни.[1]

## Монтаж
Водорозбірні крани і змішувачі встановлюють на 250 мм вище бортів раковин і на 200мм вище бортів мийок, враховуючи відстань від борту до горизонтальної осі крана або змішувача; туалетні крани та змішувачі — на 200 мм вище бортів умивальників; водорозбірні крани в лазнях — на 800 мм від підлоги. Загальні змішувачі для ванн і умивальників монтують на висоті 1100 мм, а змішувачі для ванн і душових піддонів — на висоті 800 мм від підлоги до горизонтальної осі змішувачів. Душові сітки встановлюють на висоті 2100-2250 мм від підлоги (або дна душового піддону) до низу сітки, а змішувальну арматуру для душів — на висоті 1200 мм від підлоги. Змивні крани до унітазів розташовують на висоті 800 мм від підлоги до осі крана.
За способом установки змішувачі поділяють на вставні (для встановлення в раковину або кухонну мийку) і настінні.
Настінні змішувачі
Їх зазвичай застосовують у ванній. Найчастіше вони припускають роботу як з виливом, так і з лійкою завдяки відповідному перемикачу. Для установки змішувача у ванній підведені труби гарячої та холодної води  з різьбленням на кінцях на відстані 10 або 15 см від центру до центру водорозетки. На них встановлюються ексцентрики для з'єднання гайками змішувача; на ексцентрики попередньо встановлюють декоративні кришки. Потім, перед з'єднанням водорозеток з кінцями змішувача, на кінці патрубків обох ексцентриків встановлюють прокладки, і після цього гайками прикручується корпус змішувача. Ексцентрики зазвичай мають невеликий вигин, що дозволяє шляхом обертання їх підігнати розташування змішувача в потрібній площині.
Вставні змішувачі
Установка такого виду змішувача зазвичай аналогічна. Типовим змішувачем для установки в раковину «є кран-"ялинка"». Спеціально для встановлення, в раковині є отвір Ø34 мм з ребрами для фіксації крана. Іноді в раковинах з нержавіючої сталі такого отвору немає і його потрібно свердлити самостійно. 
«Кріплення "гайка"». Змішувач з встановленої прокладкою вставляється в отвір і фіксується з нижньої сторони гайкою. Після цього прикручуються втулки трубопроводу, що підводить (підводка) воду. Таке кріплення не підходить для товстих керамічних мийок. Найпростішим з підключення є гнучкий трубопровід (гнучка підводка), але при установці нового змішувача гнучку підводку завжди доводиться замінювати. Жорсткий же трубопровід (жорстка підводка) довговічний, але більш складний в установці.
«Кріплення шпилька» підходить під всі мийки, змішувач зручно закручувати, але менш надійно ніж «кріплення "гайка"» — змішувач дуже часто може прокручуватись і хитатись. Кріплення буває на одній або двох шпильках.
Самі водорозбірні крани, в тому числі крани в бачках унітазів та змішувачі можуть під'єднуватися до водорозеток безпосередньо або через гнучкі шланги. Тобто, водорозетки можуть бути закріплені на стіні в будь-якому місці по висоті, але при цьому висота повинна бути не меншою, ніж необхідне для даного трубопроводу плече вигину, або відразу на висоті установки кранів та змішувачів. Водорозетки кріплять безпосередньо до цегляних, кам'яних або дерев'яних стін. В стінах з гіпсокартону потрібно встановлювати траверси (металеві пластини з отворами для кріплення до них фітинга «з вухами» — водорозетки; траверси бувають різних конструкцій). Водорозетки при прихованій прокладці трубопроводу повинні виступати з стіни на товщину облицювальної плитки і клею (приблизно 1 см), якщо згодом планується облицювання стін плиткою.
Технологічна послідовність монтажу душових змішувачів на стіну
- 1. Встановлюють ексцентрики в водорозетки, які вмуровані в стіну (для кращої герметизації використовують ущільнювачі).
- 2. На ексцентрики нагвинчуються відображувачі.
- 3. Прикручується змішувач. Гайки загвинчуються легко ключем, недотягуючи до кінця, щоб не зрізати прокладки.
- 4. Під'єднується гнучкий шланг лійки змішувача.

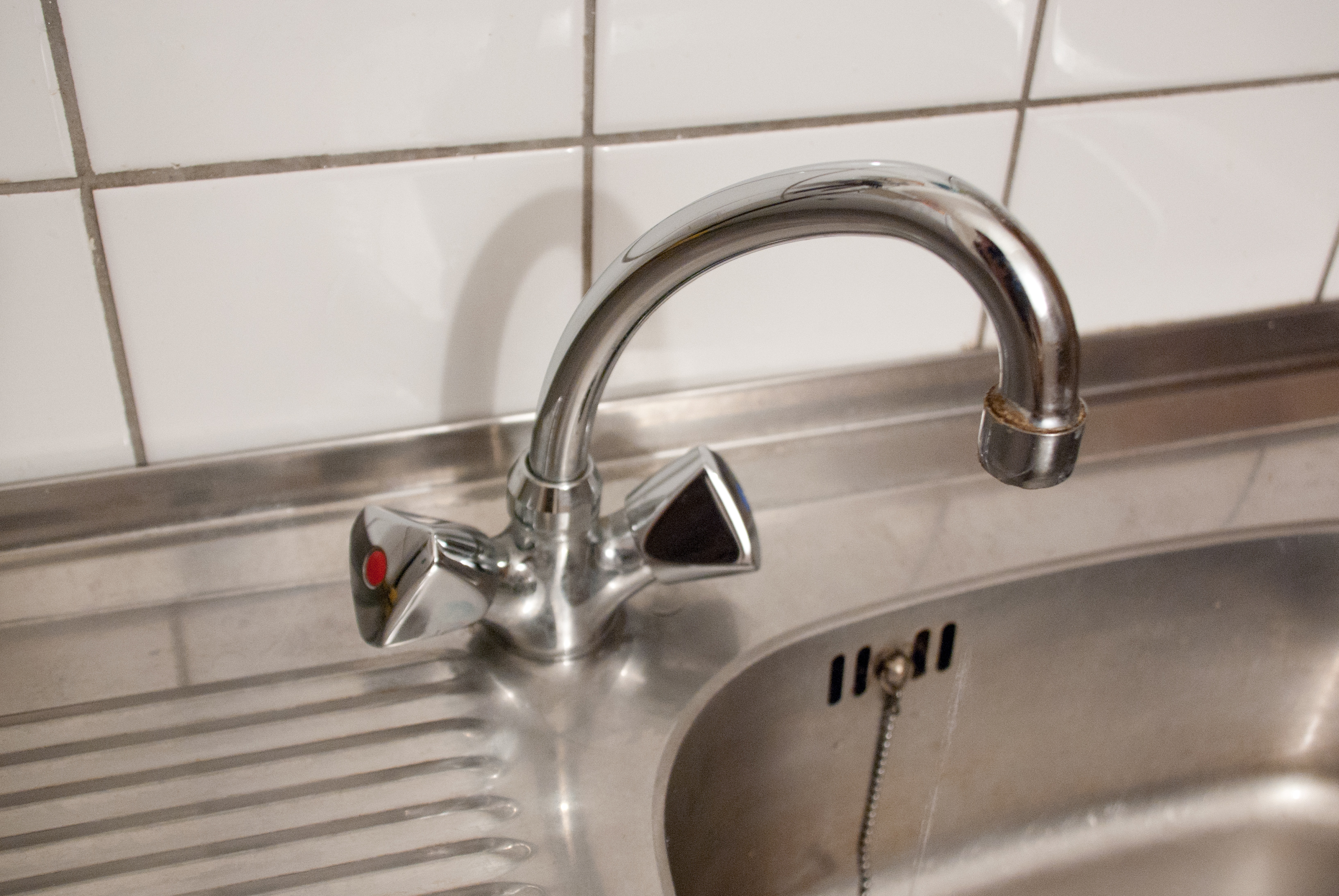
Типовий вставний змішувач (типу "ялинка") для кухонної мийки
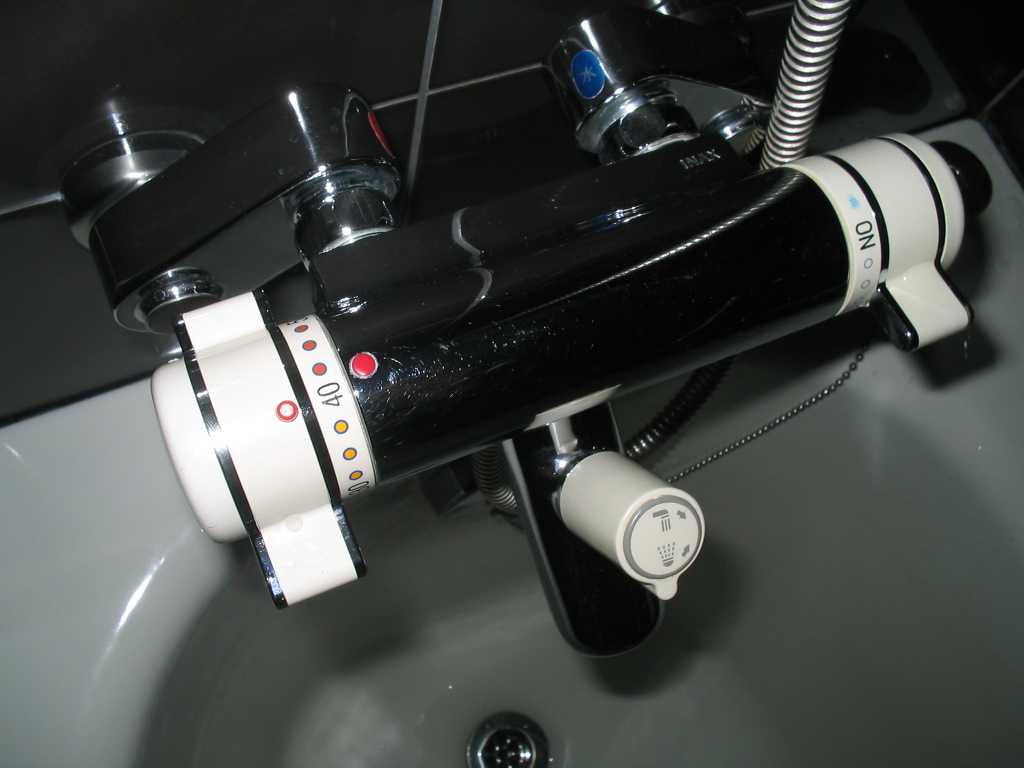
Термостатичний кран-змішувач для ванни
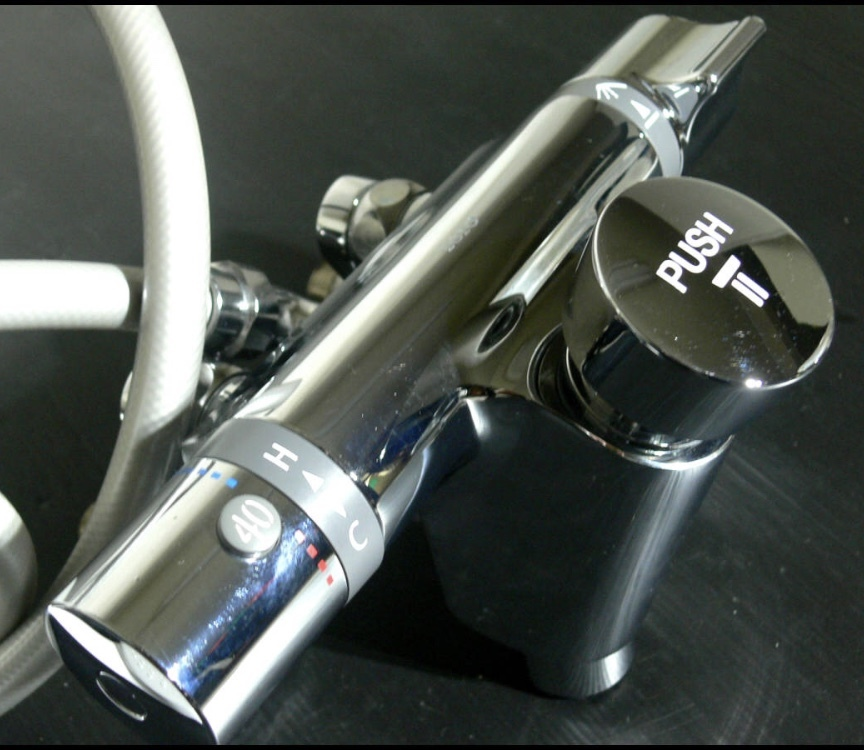
Термозмішувач. Автоматично регулює кількість гарячої та холодної води до заданої температури.
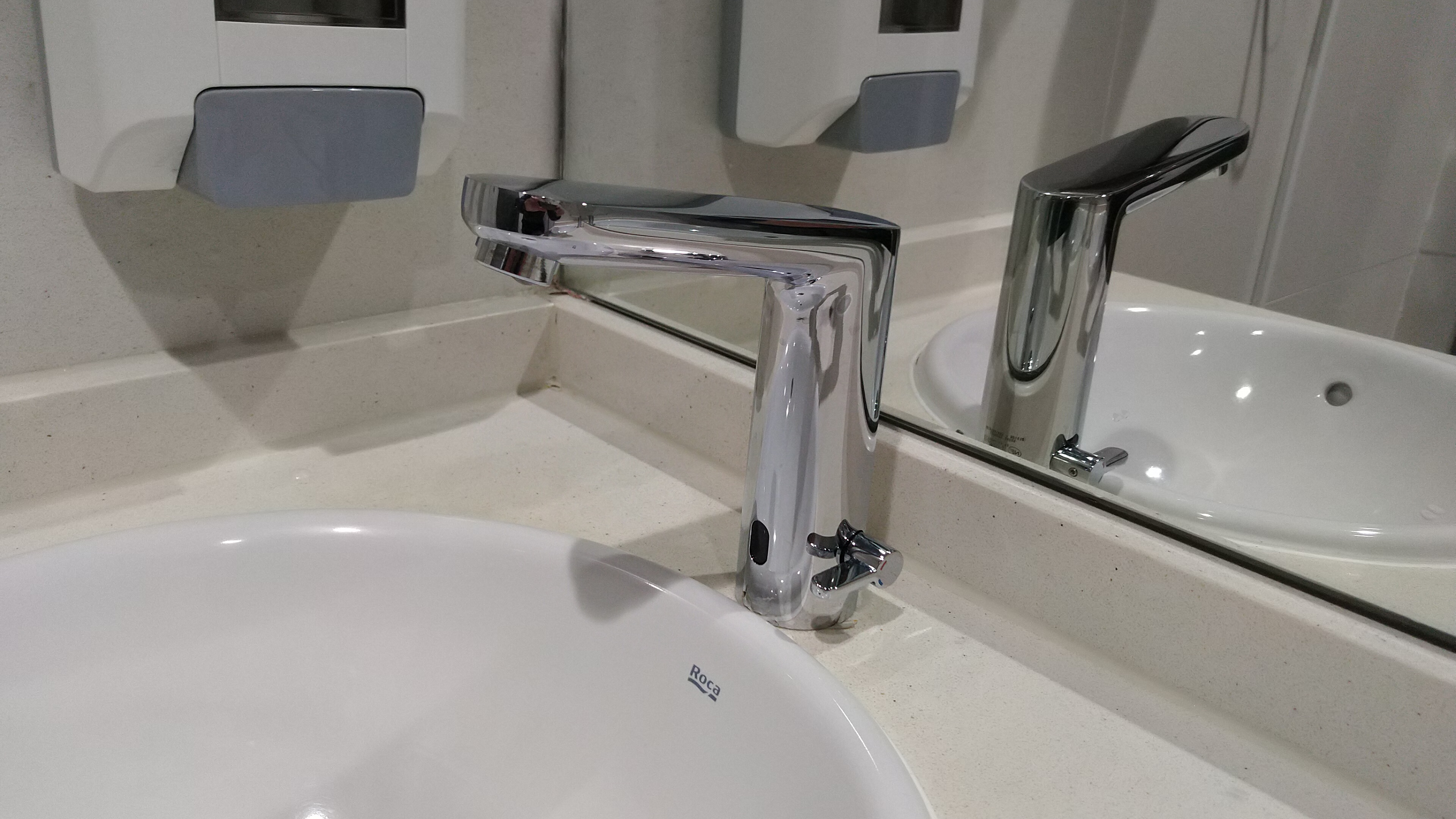
Змішувач для умивальника з функцією автоматичного вмикання води
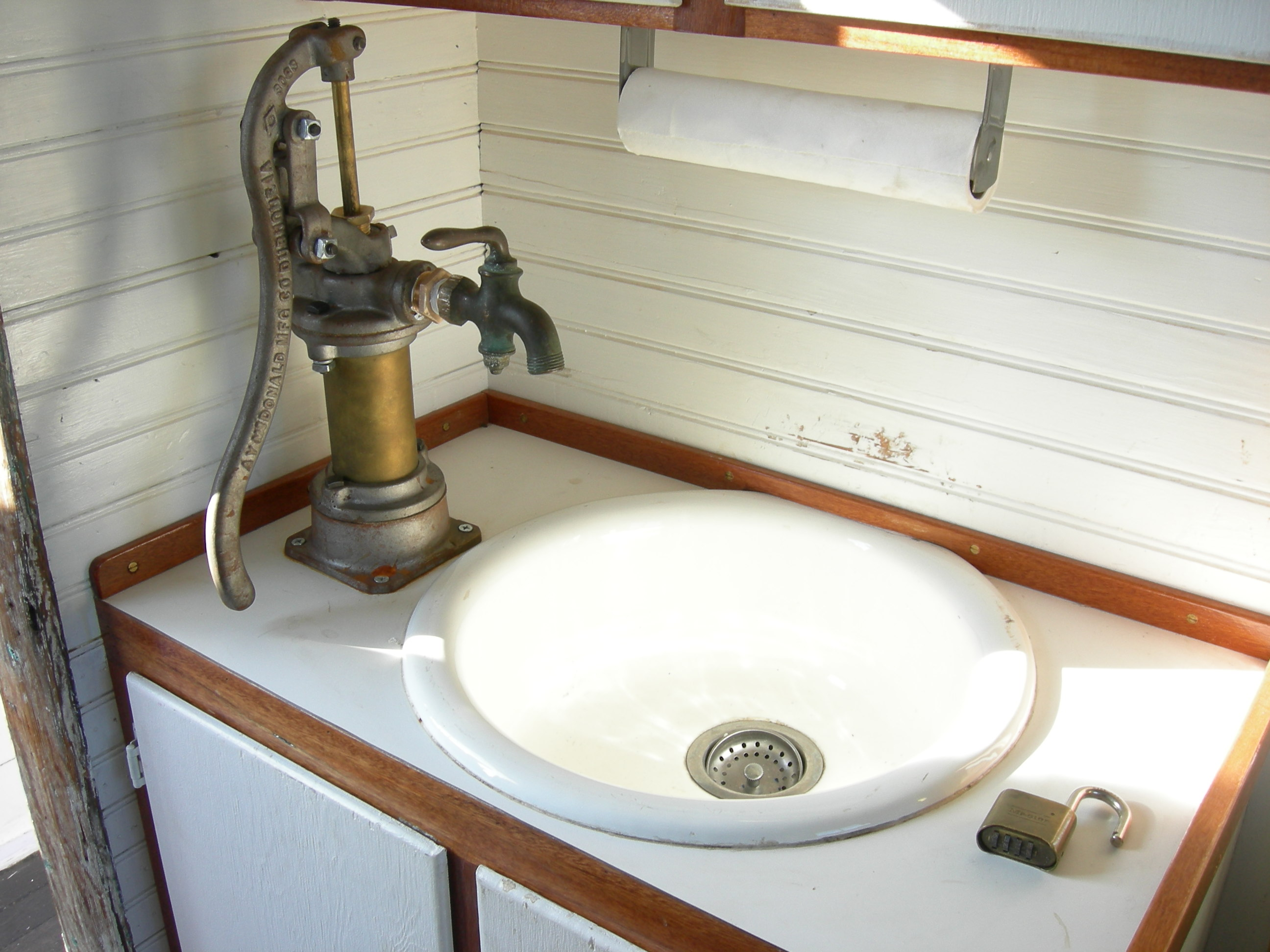
Насос з краном і раковина насоса в камбузі Sand Man, відреставрованому буксирі, пришвартованому в парку Percival Landing Park в Олімпії, штат Вашингтон.
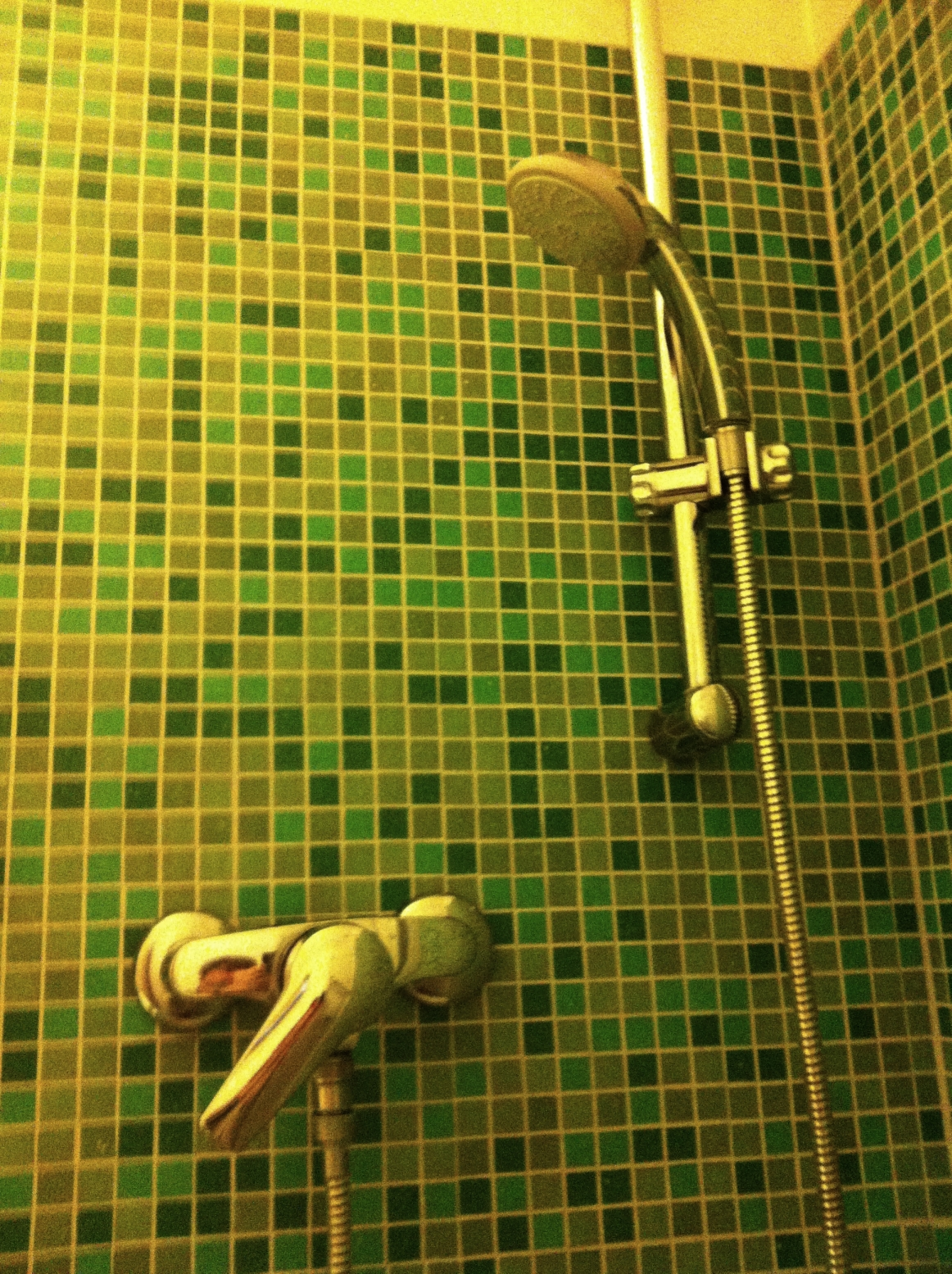
Німецький душовий змішувач-кран, і лійка на душовому шлангу